# Ourafane
Ourafane es una comuna rural del departamento de Tessaoua de la región de Maradi, en Níger. En diciembre de 2012 presentaba una población censada de 137 850 habitantes.
La localidad se desarrolló a partir de los primeros años del siglo XX, cuando los colonos franceses establecieron aquí un cantón para limitar la influencia de los tuaregs en la zona. Se ubica en una zona agropastoral del Sahel y los domingos hay en la pedanía de Gararé un mercado semanal de ganado.
Se encuentra situada en el centro-sur del país, cerca de la frontera con Nigeria. Dentro de la región se ubica en el noreste, a medio camino entre Tessaoua y Gangara.